# 大丘園 (南投縣)
大丘園，原寫為大坵園，是台灣南投縣鹿谷鄉的一個傳統地域名稱，位於該鄉西北部。相較於今日行政區，其範圍大致與清水村相近。

## 歷史
台灣清治末期至日治初期，大丘園地區為一街庄，稱為「大坵園庄」，隸屬於沙連堡。該庄北隔濁水溪與林尾庄為界，東北與蕃仔藔庄為鄰，東南邊為龜仔頭庄、大水堀庄，西南邊為坪仔頂庄，西北邊為後埔仔庄。
1901年（日治明治三十四年）11月，全台廢縣廳改設二十廳，該庄隸屬於斗六廳。1903年（明治三十六年）6月，該庄編入「羗仔藔區」，隸屬於南投廳。1909年（明治四十二年）10月，合併二十廳為十二廳，羗仔藔區改隸屬於南投廳。1920年（大正九年），全台地方制度大改正，廢十二廳改設五州二廳，該庄改制並雅化為「大丘園」大字，隸屬於臺中州竹山郡鹿谷庄。
戰後鹿谷庄改制為鹿谷鄉，隸屬於臺中縣，大字亦改制為村。1950年10月，中、彰、投分治，鹿谷鄉改隸屬南投縣。

## 聚落
本地區發展較早的聚落有外城、大坵園、內城、宅仔內、頂厝仔等，在日治期初期的官方地圖上已有記載。此外，本地區尚有五份子、樟頭、竹圍、土城、清水溝、提仔底、頂崁、坪仔腳等聚落。

## 交通
縣道139號（仁愛路）是彰化至鹿谷初鄉的道路，大致以東北—西南走向經過大丘園地區中部地帶。由該道路向東北轉北可前往集集、中寮、南投、芬園與員林／大村／花壇交界地帶、花壇與彰化交界地帶、彰化市區等地；向西南可前往坪子頂、初鄉並止於縣道151號路口。
鄉道投100線（產業運輸大道）是竹山交流道至凸鼻子（實際終點在龜子頭）的道路，大致以西北西—東南東走向轉西北—東南走向再繞大彎轉南微西—北微東走向經過本地區北部的濁水溪南岸地帶。由該道向西北西南可前往後埔子北部、社寮北部、香員腳東南端、社寮西南部並止於國道3號竹山交流道連絡道路口；向北微東轉東可前往番子寮北部、龜子頭北部及東北部並止於鄉道投58線濁水溪玉峰大橋下。

## 學校
- 瑞峰國中
- 秀峰國小